# Bancannia Lake
Bancannia Lake är en sjö i Australien. Den ligger i delstaten New South Wales, i den sydöstra delen av landet, omkring 940 kilometer väster om delstatshuvudstaden Sydney. Bancannia Lake ligger 113 meter över havet. Arean är 7,3 kvadratkilometer. Den sträcker sig 4,3 kilometer i nord-sydlig riktning, och 2,5 kilometer i öst-västlig riktning.
Omgivningarna runt Bancannia Lake är i huvudsak ett öppet busklandskap. Trakten runt Bancannia Lake är nära nog obefolkad, med mindre än två invånare per kvadratkilometer. Genomsnittlig årsnederbörd är 307 millimeter. Den regnigaste månaden är februari, med i genomsnitt 94 mm nederbörd, och den torraste är oktober, med 1 mm nederbörd.